# Modesta (film)
Modesta is een Amerikaanse korte film uit 1956. De film werd in 1996 opgenomen in het National Film Registry.

## Verhaal
Een arme vrouw in Puerto Rico verzet zich tegen het machtsmisbruik van haar man.